# Mia Karlsson
Ann-Marie Elisabeth Karlsson, känd som Mia Karlsson, född 21 mars 1968 i Sävsjö församling i Jönköpings län, är en svensk längdskidåkare.
Mia Karlsson är dotter till köpmannen Uno Karlsson och Gullan, ogift Fransson, samt yngre syster till skidåkaren och sedermera Vasalopps-VD:n Eva-Lena Frick.
I unga år hade hon framgångar som längdskidåkare med tre USM-guld, ett JVM-silver och hon ingick i A-landslaget under fem år. 1993 avslutade hon skidkarriären.
Hon startade egen reklamfirma, har varit sportchef för Sollefteå Golfklubb, ordförande för Företagarna Västernorrland och marknadschef för Modo Hockey (2006–2007). 2011 blev hon ledamot av Svenska Skidskytteförbundet. 2015 var hon ordförande i Sollefteå skidklubb. 2015 blev hon projektledare för Höga Kusten Destinationsutveckling.
Mia Karlsson är sedan 1990-talet sambo med Leif Medin (född 1965); de har tre döttrar.